# 一萼红·登蓬莱阁有感
《一萼红·登蓬莱阁有感》是南宋词人周密的一首词作。

## 诗词原文
|  | 步深幽，正云黄天淡，雪意未全休。 鉴曲寒沙，茂林烟草，俯仰千古悠悠。 岁华晚、飘零渐远，谁念我、同载五湖舟？ 磴古松斜，崖阴苔老，一片清愁。 回首天涯归梦，几魂飞西浦，泪洒东州。 故国山川，故园心眼，还似王粲登楼。 最负他、秦鬟妆镜，好江山、何事此时游！ 为唤狂吟老监，共赋消忧。 |

## 背景
1276年正月，元兵入临安（杭州），周密流亡绍兴，冬日登临州治之后卧龙山蓬莱阁，与王沂孙赋词相和，抒发亡国之痛。这首词苍茫凄凉，意象缜密，用典贴切，被推为《草窗词》的压卷之作。